# TV5 (телеканал, Филиппины)
TV5 (ранее известный как ABC-5) — филиппинский коммерческий телеканал, принадлежащий MediaQuest Holdings, дочерней компании телекоммуникационной компании PLDT.

## История
Телеканал был основан в 1960 году как Associated Broadcasting Corporation или ABC со своими первыми студиями вдоль бульвара Рохас, став пятой телевизионной сетью, созданной в стране. Впервые он был закрыт в 1972 году, когда президент Фердинанд Маркос объявил военное положение, которое вынудило несколько медиакомпаний прекратить вещание.
Телеканал был перезапущен 21 февраля 1992 года (как Associated Broadcasting Company или также ABC-5) со своей инаугурационной студией в Кесон-Сити, и 8 августа 2008 года изменил свое название на TV5. В 2010 году он был представлен как «The Kapatid Network», филиппинский термин для слова «родной брат».
21 февраля 2011 года TV5 запустил дочерний телеканал AksyonTV, новостной канал, основанный на ведущей новостной программе Aksyon.
23 декабря 2013 года телеканал начал вещание из своей новой штаб-квартиры, медиа-центра TV5 в городе Мандалуйонг.
В 2015 году сеть изменила свое фирменное наименование с ABC Development Corporation на TV5 Network, Inc.
17 февраля 2018 года, в соответствии с недавними изменениями в сети и празднованием 10-летия, TV5 был перезапущен как The Five Network (или просто 5) с новым логотипом и идентификатором станции под названием «Get It on 5», тогда как слово «TV» в правом верхнем квадранте логотипа было опущено, что делает его более гибким для других подразделений, чтобы использовать его как часть своей идентичности. Помимо ребрендинга, сетка программ TV5 также разделена на три блока: ESPN5 (спорт), News5 (новости) и On 5 (развлечения, анимационные шоу, информационные и домашние покупки на телевидении), наряду с D5 Studio (цифровой контент) и Studio5 (Филиппинские постановки мирового уровня для зрителей на всех платформах). Наряду с ребрендом, он теперь используется только новостным отделом News5 и спортивным подразделением ESPN5 для некоторых своих программ.
13 января 2019 года, одновременно с переформатированием AksyonTV в 5 Plus (теперь переименован в One Sports в 2020 г.), телеканал представил вариант логотипа 2018 года. С тех пор он также включил веб-сайты подразделения, производящего трансляцию программы (например, TV5.com.ph для развлечений и блоктимеров), как часть их экранной графики.
15 августа 2020 года The 5 Network вернулась к своему прежнему названию TV5.
24 января 2021 года TV5 стал партнером ABS-CBN для трансляции избранных программ, в том числе ASAP.
8 марта 2021 года TV5 начал одновременную трансляцию программ ABS-CBN в прайм-тайм.
1 апреля 2023 года TV5 запустила свой канал высокой четкости под названием TV5 HD, который доступен у кабельных и спутниковых провайдеров.

## Слоганы
- 1992-93 — Сегодня телевидение (Today TV).
- 1993-94 — Самая быстрорастущая сеть (The Fastest Growing Network).
- 1994-95 — Большой прыжок (The Big Leap).
- 1995-96 — В большой лиге (In the Big League).
- 1996-98 — Тянется к вам (Reaching Out to You).
- 1998-99 — Лучший из двух миров (The Best of Both Worlds).
- 2000-01 — Мы новое поколение (We Are New Generation).
- 2001-04 — Возвращайся домой в ABC (Come Home to ABC).
- 2004-08 — Мы разные (Iba Tayo).
- 2008-10 — Встряхните свой телевизор! (Shake Mo, TV Mo!).
- 2010-15 — Это для тебя, брат и сестра! (Para Sa 'Yo, Kapatid!).
- 2015-16 — Веселись здесь! (Happy Ka Dito!).
- 2016 — Найди свое счастье здесь (Find Your Happy Here).
- 2017-18 — Выберите смелость (Choose Courage).
- 2018-19 — Получите это на пять (Get It on 5).
- 2021-22 — На 5 все иначе (Iba sa 5).
- С 2022-н. в. — Другое дело, когда вы вместе! (Iba ang Saya 'pag Sama-Sama).

## Телевизионные программы

### Новости
- Frontline Pilipinas
- Frontline Tonight
- Frontline sa Umaga
- Ted Failon at DJ Chacha sa Radyo 5

### Спортивный
- PBA

### Познавательный
- Rated Korina

### Кино блок
- Cine Cinco